# Farid Basharat
Farid Basharat (Paktiyá, 2 de agosto de 1997) es un artista marcial mixto británico nacido en Afganistán que actualmente compite en la división de peso gallo de Ultimate Fighting Championship (UFC).

## Primeros años
Farid y su hermano mayor Javid, que también es luchador de UFC, llegaron a Inglaterra desde Afganistán con su madre como refugiada cuando eran niños, donde se reunieron con su padre. Los hermanos de peso gallo han estado en una competencia perpetua entre sí desde sus primeros días de infancia.
Farid y Javid se convirtieron en el primer tándem de hermanos en competir en la misma división en UFC.

## Carrera de artes marciales mixtas

### Carrera temprana
Basharat mantuvo un récord invicto peleando principalmente en la escena regional inglesa, comenzando con su debut por decisión unánime sobre Camilo Petkoff en el "FightStar Championship 14" en abril de 2018. Continuó con victorias vía sumisiones, decisiones y un KO en los siguientes 7 combates.
Basharat fue invitado a competir en la sexta temporada de la serie Contender de Dana White, donde se enfrentó a Allan Begosso. Ganó la pelea por decisión unánime y obtuvo un contrato con UFC en el proceso.

### Ultimate Fighting Championship
En su debut en UFC, Basharat enfrentó a Da'Mon Blackshear el 4 de marzo de 2023, en UFC 285. Ganó la pelea por decisión unánime.
Basharat enfrentó a Kleydson Rodrigues el 2 de septiembre de 2023, en UFC Fight Night 226. Ganó la pelea mediante un estrangulamiento con triángulo de brazo en el primer asalto.
Farid enfrentó a Taylor Lapilus el 13 de enero de 2024, en UFC Fight Night 234. Ganó la pelea por decisión unánime.
Basharat estaba programado para enfrentar a Montel Jackson el 22 de junio de 2024, en UFC on ABC: Whittaker vs. Aliskerov. Sin embargo, Basharat no pudo competir debido a una lesión, por lo que la pelea fue descartada.

## Récord en artes marciales mixtas
| Récord profesional | Récord profesional | Récord profesional |
| 12 peleas          | 12 victorias       | 0 derrotas         |
| ------------------ | ------------------ | ------------------ |
| Nocaut             | 1                  | 0                  |
| Sumisión           | 5                  | 0                  |
| Decisión           | 6                  | 0                  |

| Resultado | Récord | Oponente             | Método                        | Evento                                 | Fecha                    | Ronda | Tiempo | Localización      | Notas                     |
| --------- | ------ | -------------------- | ----------------------------- | -------------------------------------- | ------------------------ | ----- | ------ | ----------------- | ------------------------- |
| Victoria  | 12–0   | Taylor Lapilus       | Decisión (unánime)            | UFC Fight Night: Ankalaev vs. Walker 2 | 13 de enero de 2024      | 3     | 5:00   | Las Vegas, Nevada |                           |
| Victoria  | 11–0   | Kleydson Rodrigues   | Sumisión (arm-triangle choke) | UFC Fight Night: Gane vs. Spivak       | 2 de septiembre de 2023  | 1     | 4:25   | París             |                           |
| Victoria  | 10–0   | Da'Mon Blackshear    | Decisión (unánime)            | UFC 285                                | 4 de marzo de 2023       | 3     | 5:00   | Las Vegas, Nevada |                           |
| Victoria  | 9–0    | Allan Begosso        | Decisión (unánime)            | Dana White's Contender Series 45       | 13 de septiembre de 2022 | 3     | 5:00   | Las Vegas, Nevada |                           |
| Victoria  | 8–0    | Raul Guzman          | Sumisión (rear-naked choke)   | War of Titans 2                        | 12 de marzo de 2022      | 2     | 4:12   | Madrid            | Peso pactado en (140 lb). |
| Victoria  | 7–0    | Janne Elonen-Kulmala | Sumisión (rear-naked choke)   | OKTAGON 26                             | 24 de julio de 2021      | 3     | 3:12   | Praga             |                           |
| Victoria  | 6–0    | Marco Zannetti       | Decisión (unánime)            | Contenders Norwich 29                  | 15 de febrero de 2020    | 3     | 5:00   | Norwich           | Regresó al peso gallo.    |
| Victoria  | 5–0    | Nicolae Mezdrea      | Sumisión (rear-naked choke)   | FightStar Championship 19              | 14 de diciembre de 2019  | 2     | 2:31   | Londres           |                           |
| Victoria  | 4–0    | Stuart Eskine        | KO (patada a la cabeza)       | UCMMA 60                               | 8 de septiembre de 2019  | 1     | 0:11   | Londres           |                           |
| Victoria  | 3–0    | Sam Steward          | Sumisión (rear-naked choke)   | UCMMA 59                               | 11 de mayo de 2019       | 1     | 0:11   | Londres           | Debut en peso pluma.      |
| Victoria  | 2–0    | Cheya Saleem         | Sumisión (rear-naked choke)   | UCMMA 57                               | 10 de noviembre de 2018  | 3     | 0:18   | Londres           |                           |
| Victoria  | 1–0    | Camilo Petkoff       | Decisión (unánime)            | FightStar Championship 14              | 14 de abril de 2018      | 3     | 5:00   | Londres           | Debut en peso gallo.      |